# Hayedeh
Ma'soumeh Dadehbala (en persa: معصومه دده‌بالا;‎ 10 de abril de 1942 - 20 de enero de 1990), conocida por su nombre artístico Hayedeh (en persa: هایده‎), fue una vocalista persa de música clásica y pop con un rango vocal de contralto. Era bien conocida por su amplio rango de voz. Estuvo activa durante más de dos décadas y sigue siendo una de las cantantes más populares de Irán.